# Pale (Kefalonia)

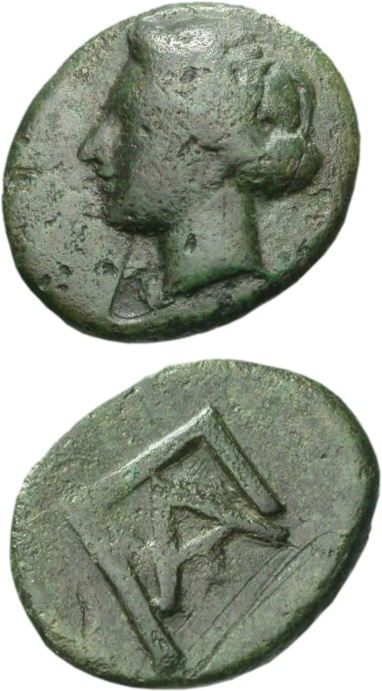
Bronzemünzen

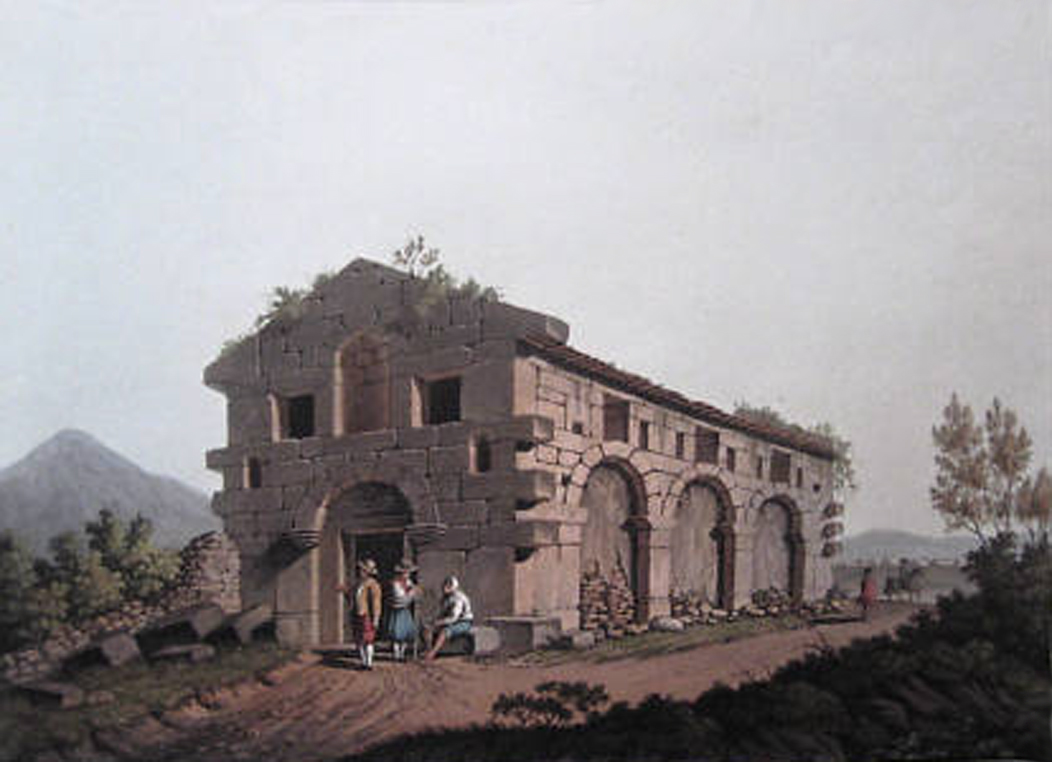
Antikes Bad um 1810 (vermutlich durch ein Erdbeben zerstört)

Pale (altgriechisch Πάλη) war in der Antike ein Stadtstaat und später eine Stadt auf der griechischen Insel Kefalonia. Seit dem Mittelalter verfiel die Stadt und die Bürger zogen in das nur wenige hundert Meter entfernte Lixouri.
Ein Teil des ehemaligen Stadtgebiets mit einigen unscheinbaren Ruinen ist als archäologische Stätte ausgewiesen. Es liegt nunmehr auf dem Stadtgebiet von Lixouri, zu dem der größte Teil der Halbinsel gehört und das seit der Eingemeindung den amtlichen Namen Dimos Palikis trägt (was so viel wie Palische Stadt bedeutet). Die Halbinsel, einst das Herrschaftsgebiet des Stadtstaates, heißt bis heute Paliki („die Palische“).

## Geschichte
Seit dem 5. Jahrhundert v. Chr. war Kefalonia in vier Stadtstaaten unterteilt („Kefalonische Tetrapolis“), von denen Same und Pronnoi heute noch als Ortschaften existieren, die zwei anderen hingegen wegen Malariagefahr zugunsten neuer Ortschaften aufgegeben wurden: Pale zugunsten von Lixouri und Krane zugunsten von Argostoli.
Nach Strabon sah Pherekydes in Pale das homerische Dulichion. Diese These wurde in den letzten Jahren von Forschern wieder aufgegriffen.
Obwohl Pale sowohl von Herodot als auch von Pausanias in Reisebeschreibungen erwähnt wird, war die Bedeutung (verglichen mit Metropolen wie Athen oder Korinth) eher gering. Die zahlreichen erhaltenen und gehandelten Münzen aus der Stadt lassen zumindest auf eine größere wirtschaftliche Bedeutung schließen. Polybios (Buch V.3) schreibt, dass die Gegend der Stadt sehr getreidereich gewesen ist. Pale war im Gegensatz zur restlichen Insel kein Mitglied des attischen Seebundes. Im Jahr 218 v. Chr. wurde die Stadt erfolglos von Philipp V. von Makedonien belagert.
Im Olympeion in Athen errichtete die Stadt dem römischen Kaiser Hadrian ein Denkmal.
Das Gebiet ist seit dem 16. Jahrhundert nur noch dünn besiedelt und hat nicht mehr den Charakter einer geschlossenen Ortschaft.